# Liste der Kulturdenkmäler in Wahnwegen
In der Liste der Kulturdenkmäler in Wahnwegen sind alle Kulturdenkmäler der rheinland-pfälzischen Ortsgemeinde Wahnwegen aufgeführt. Grundlage ist die Denkmalliste des Landes Rheinland-Pfalz (Stand: 6. September 2022).

## Einzeldenkmäler
| Bezeichnung | Lage                  | Baujahr         | Beschreibung                                                                     | Bild |
| ----------- | --------------------- | --------------- | -------------------------------------------------------------------------------- | ---- |
| Quereinhaus | Friedhofstraße 5 Lage | 18. Jahrhundert | Quereinhaus, 18. Jahrhundert, Erweiterung im 19. Jahrhundert; straßenbildprägend | BW   |